# Wereldkampioenschappen schaatsen allround 2009
De wereldkampioenschappen schaatsen allround 2009 vonden op 7 en 8 februari 2009 in het Vikingskipet te Hamar (Noorwegen) plaats. Voor de mannen was het de 103e editie en voor de vrouwen de 67e editie.
Titelverdedigers waren de Nederlanders Paulien van Deutekom en Sven Kramer.
Martina Sáblíková behaalde na de Europese titel in 2007 haar tweede allround titel. Ze werd de 35e vrouw die wereldkampioene werd en de eerste Tsjechische wereldkampioene.
Sven Kramer wist de titel voor de derde opeenvolgende keer te winnen. Hij voegde zich hiermee in het kleine gezelschap van de Noren Oscar Mathisen (1912-1914), Hjalmar Andersen (1950-1952), de Nederlander Ard Schenk (1970-1972) en de Amerikaan Eric Heiden (1977-1979) die hem hierin voor gingen.
| Programma                                                               | Programma                                                                   | Programma |
| ----------------------------------------------------------------------- | --------------------------------------------------------------------------- | --------- |
| zaterdag 7 februari                                                     | zondag 8 februari                                                           |           |
| 500 meter vrouwen 500 meter mannen 3000 meter vrouwen 5000 meter mannen | 1500 meter vrouwen 1500 meter mannen 5000 meter vrouwen 10.000 meter mannen |           |

## Vrouwentoernooi

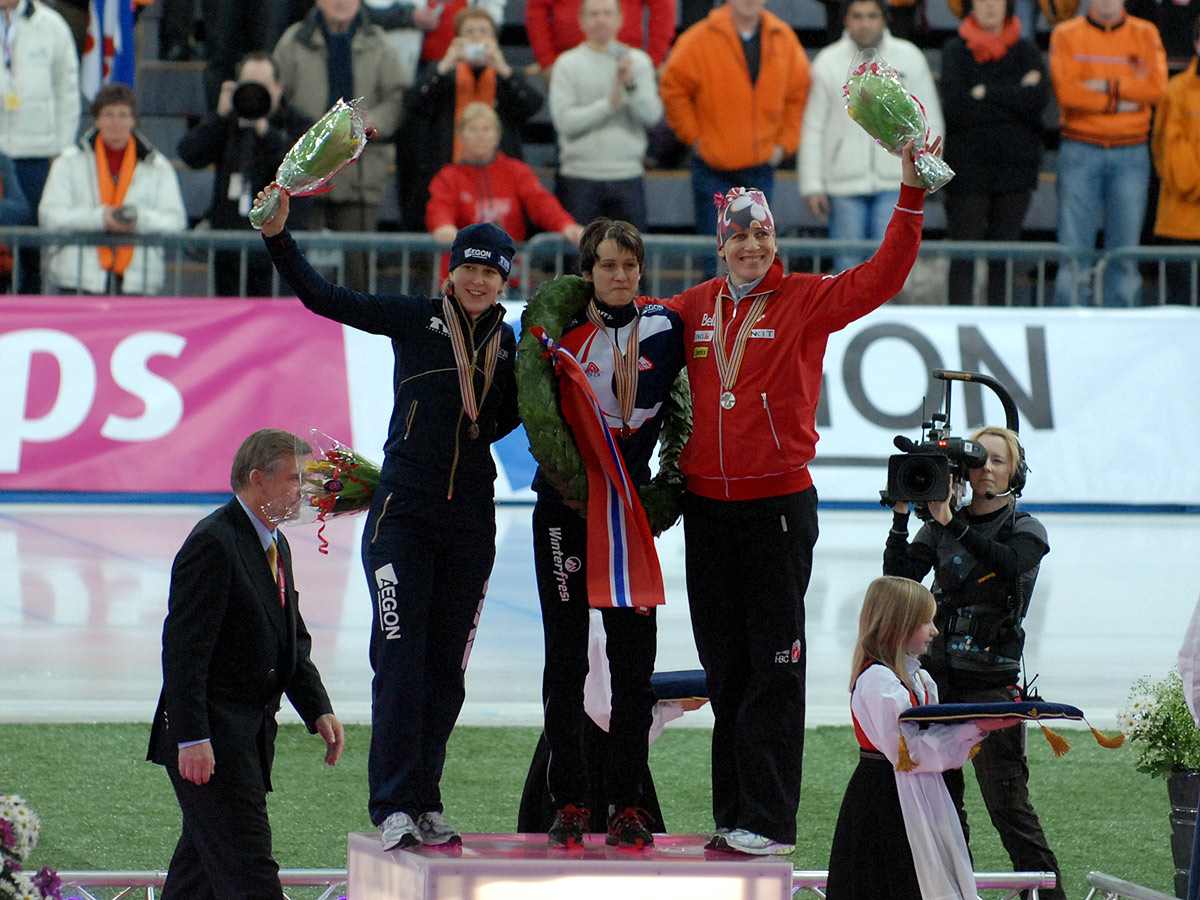
Podium eindklassement vrouwen:
Wüst (3e), Sáblíková (1e) en Groves (2e)

Op basis van het eindklassement van het wereldkampioenschap schaatsen allround 2008 zijn de startposities verdeeld tussen de verschillende werelddelen. Europa heeft recht op veertien rijdsters (tien rijders bij de eerste 16 plus vier). Noord-Amerika (inclusief Oceanië) mag zes rijders afvaardigen (vier rijders bij de eerste 16 plus twee) en Azië vier (twee rijders bij de eerste 16 plus twee). Het aantal plaatsen per land op deze editie zijn verdiend op het EK van 2009, het CK Azië 2009 en CK Noord-Amerika & Oceanië 2009.
Vierentwintig schaatssters, 14 uit Europa: Nederland (4), Duitsland (4), Rusland (2), Noorwegen (1), Oostenrijk (1), Polen (1) en Tsjechië (1); 6 uit Noord-Amerika & Oceanië: Canada (4) en de Verenigde Staten (2); en 4 uit Azië: Japan (3) en Zuid-Korea (1) namen eraan deel.
Naast Martina Sáblíková, die als eerste Tsjechische op het erepodium bij de wereldkampioenschappen plaatsnam, nam de Canadese Kristina Groves op plaats twee voor de derde keer na haar derde plaatsen in 2006 en 2008 op het podium plaats. Ook Ireen Wüst op plaats drie nam voor de derde keer op het erepodium plaats, In 2007 werd ze wereldkampioene en in 2008 tweede.
Debutante Jorien Voorhuis eindigde op de vijfde plaats in het eindklassement, de wereldkampioene van 2008, Paulien van Deutekom, werd zevende en de wereldkampioene van 2004, Renate Groenewold, werd achtste.
Claudia Pechstein nam voor de zeventiende maal deel aan het WK Allround, een evenaring van de prestatie van Emese Hunyady. Maki Tabata was de vierde vrouw die dertien keer deelnam aan een WK Allroundtoernooi en evenaarde hiermee de WK deelname van haar landgenote Seiko Hashimoto.

### Uitslagen
| rang   | schaatsster          | land | tijd     |
| ------ | -------------------- | ---- | -------- |
| Goud   | Christine Nesbitt    | CAN  | 38,87    |
| Zilver | Alla Sjabanova       | RUS  | 39,53    |
| Brons  | Ireen Wüst           | NED  | 39,61    |
| 4      | Kristina Groves      | CAN  | 39,71    |
| 5      | Claudia Pechstein    | GER  | 39,74    |
| 6      | Jekaterina Sjichova  | RUS  | 39,83    |
| 7      | Paulien van Deutekom | NED  | 39,99    |
| 8      | Brittany Schussler   | CAN  | 40,07    |
| 9      | Maki Tabata          | JPN  | 40,12    |
| 10     | Martina Sáblíková    | CZE  | 40,28 NR |
|        |                      |      |          |
| 11     | Renate Groenewold    | NED  | 40,30    |
| 13     | Jorien Voorhuis      | NED  | 40,50    |

| rang   | schaatsster          | land | tijd       |
| ------ | -------------------- | ---- | ---------- |
| Goud   | Martina Sáblíková    | CZE  | 4.01,90    |
| Zilver | Renate Groenewold    | NED  | 4.05,62    |
| Brons  | Paulien van Deutekom | NED  | 4.05,88    |
| 4      | Claudia Pechstein    | GER  | 4.06,00    |
| 5      | Kristina Groves      | CAN  | 4.06,24    |
| 6      | Jorien Voorhuis      | NED  | 4.06,58 PB |
| 7      | Ireen Wüst           | NED  | 4.07,98    |
| 8      | Masako Hozumi        | JPN  | 4.08,09    |
| 9      | Maren Haugli         | NOR  | 4.08,94    |
| 10     | Stephanie Beckert    | GER  | 4.09,37    |

| rang   | schaatsster          | land | tijd    |
| ------ | -------------------- | ---- | ------- |
| Goud   | Kristina Groves      | CAN  | 1.56,17 |
| Zilver | Christine Nesbitt    | CAN  | 1.56,49 |
| Brons  | Ireen Wüst           | NED  | 1.56,78 |
| 4      | Jorien Voorhuis      | NED  | 1.57,62 |
| 5      | Masako Hozumi        | JPN  | 1.57,73 |
| 6      | Maki Tabata          | JPN  | 1.58,21 |
| 7      | Paulien van Deutekom | NED  | 1.58,29 |
| 8      | Martina Sáblíková    | CZE  | 1.58,40 |
| 9      | Brittany Schussler   | CAN  | 1.58,56 |
| 10     | Katarzyna Wójcicka   | POL  | 1.58,61 |
|        |                      |      |         |
| 14     | Renate Groenewold    | NED  | 1.59,68 |

| rang   | schaatsster          | land | tijd       |
| ------ | -------------------- | ---- | ---------- |
| Goud   | Martina Sáblíková    | CZE  | 6.55,54    |
| Zilver | Masako Hozumi        | JPN  | 7.03,56 PB |
| Brons  | Stephanie Beckert    | GER  | 7.05,14    |
| 4      | Kristina Groves      | CAN  | 7.07,93    |
| 5      | Maren Haugli         | NOR  | 7.11,22    |
| 6      | Jorien Voorhuis      | NED  | 7.14,39    |
| 7      | Renate Groenewold    | NED  | 7.15,14    |
| 8      | Ireen Wüst           | NED  | 7.17,73    |
| 9      | Brittany Schussler   | CAN  | 7.19,50    |
| 10     | Paulien van Deutekom | NED  | 7.21,63    |

### Eindklassement
| Rang   | Schaatsster             | Land             | Punten     | 500m       | 3000m         | 1500m        | 5000m        |
| ------ | ----------------------- | ---------------- | ---------- | ---------- | ------------- | ------------ | ------------ |
| Goud   | Martina Sáblíková       | Tsjechië         | 161,616    | 40,28 (10) | 4.01,90 (1)   | 1.58,40 (8)  | 6.55,54 (1)  |
| Zilver | Kristina Groves         | Canada           | 162,264    | 39,71 (4)  | 4.06,23 (5)   | 1.56,17 (1)  | 7.07,93 (4)  |
| Brons  | Ireen Wüst              | Nederland        | 163,639    | 39,61 (3)  | 4.07,98 (7)   | 1.56,78 (3)  | 7.17,73 (8)  |
| 4      | Masako Hozumi           | Japan            | 163,837    | 40,89 (16) | 4.08,09 (8)   | 1.57,73 (5)  | 7.03,56 (2)  |
| 5      | Jorien Voorhuis         | Nederland        | 164,241    | 40,50 (13) | 4.06,58 (6)   | 1.57,62 (4)  | 7.14,39 (6)  |
| 6      | Christine Nesbitt       | Canada           | 164,246    | 38,87 (1)  | 4.10,81 (13)  | 1.56,49 (2)  | 7.27,45 (11) |
| 7      | Paulien van Deutekom    | Nederland        | 164,563    | 39,99 (7)  | 4.05,88 (3)   | 1.58,29 (7)  | 7.21,63 (10) |
| 8      | Renate Groenewold       | Nederland        | 164,641    | 40,30 (11) | 4.05,58 (2)   | 1.59,68 (14) | 7.15,13 (7)  |
| 9      | Brittany Schussler      | Canada           | 165,196    | 40,07 (8)  | 4.09,94 (11)  | 1.58,56 (9)  | 7.19,50 (9)  |
| 10     | Maren Haugli            | Noorwegen        | 165,781    | 41,36 (20) | 4.08,94 (9)   | 1.59,43 (13) | 7.11,21 (5)  |
| 11     | Alla Sjabanova          | Rusland          | 167,910    | 39,53 (2)  | 4.17,08 (21)  | 1.58,64 (11) | 7.39,88 (12) |
| 12     | Stephanie Beckert       | Duitsland        | 168,197    | 43,07 (24) | 4.09,37 (10)  | 2.03,16 (22) | 7.05,13 (3)  |
| NC13   | Jekaterina Sjichova     | Rusland          | 122,135    | 39,83 (6)  | 4.16,47 (20)  | 1.58,68 (12) |              |
| NC14   | Maki Tabata             | Japan            | 122,178    | 40,12 (9)  | 4.15,93 (18)  | 1.58,21 (6)  |              |
| NC15   | Katarzyna Wójcicka      | Polen            | 122,376    | 40,49 (12) | 4.14,10 (15)  | 1.58,61 (10) |              |
| NC16   | Maria Lamb              | Verenigde Staten | 123,515    | 40,75 (14) | 4.14,97 (16)  | 2.00,81 (16) |              |
| NC17   | Lucille Opitz           | Duitsland        | 123,996    | 40,77 (15) | 4.17,26 (22)  | 2.01,05 (17) |              |
| NC18   | Nancy Swider-Peltz, Jr. | Verenigde Staten | 124,031    | 41,69 (22) | 4.11, 43 (14) | 2.01,31 (19) |              |
| NC19   | Clara Hughes            | Canada           | 42,07 (23) | 124,048    | 4.10,71 (12)  | 2.00,58 (15) |              |
| NC20   | Lee Ju-youn             | Zuid-Korea       | 124,076    | 40,98 (18) | 4.16,22 (19)  | 2.01,18 (18) |              |
| NC21   | Eriko Ishino            | Japan            | 124,723    | 41,41 (21) | 4.15,20 (17)  | 2.02,34 (21) |              |
| NC22   | Isabell Ost             | Duitsland        | 125,196    | 40,91 (17) | 4.21,44 (24)  | 2.02,14 (20) |              |
| NC23   | Anna Rokita             | Oostenrijk       | 125,731    | 41,29 (19) | 4.19,19 (23)  | 2.03,73 (23) |              |
| NS3    | Claudia Pechstein       | Duitsland        | 80.740     | 39,74 (5)  | 4.06,00 (4)   | NS           |              |

* = met val
NC = niet gekwalificeerd
NF = niet gefinisht
NS = niet gestart
DQ = gediskwalificeerd
Vet gezet = kampioenschapsrecord
Op basis van dit eindklassement worden de startposities voor de wereldkampioenschap schaatsen allround 2010 verdeeld tussen de verschillende werelddelen. Europa heeft in 2010 recht op veertien rijdsters (tien rijders bij de eerste 16 plus vier). Noord-Amerika (inclusief Oceanië) mag zes rijders afvaardigen (vier rijders bij de eerste 16 plus twee) en Azië vier (twee rijders bij de eerste 16 plus twee).

## Mannentoernooi

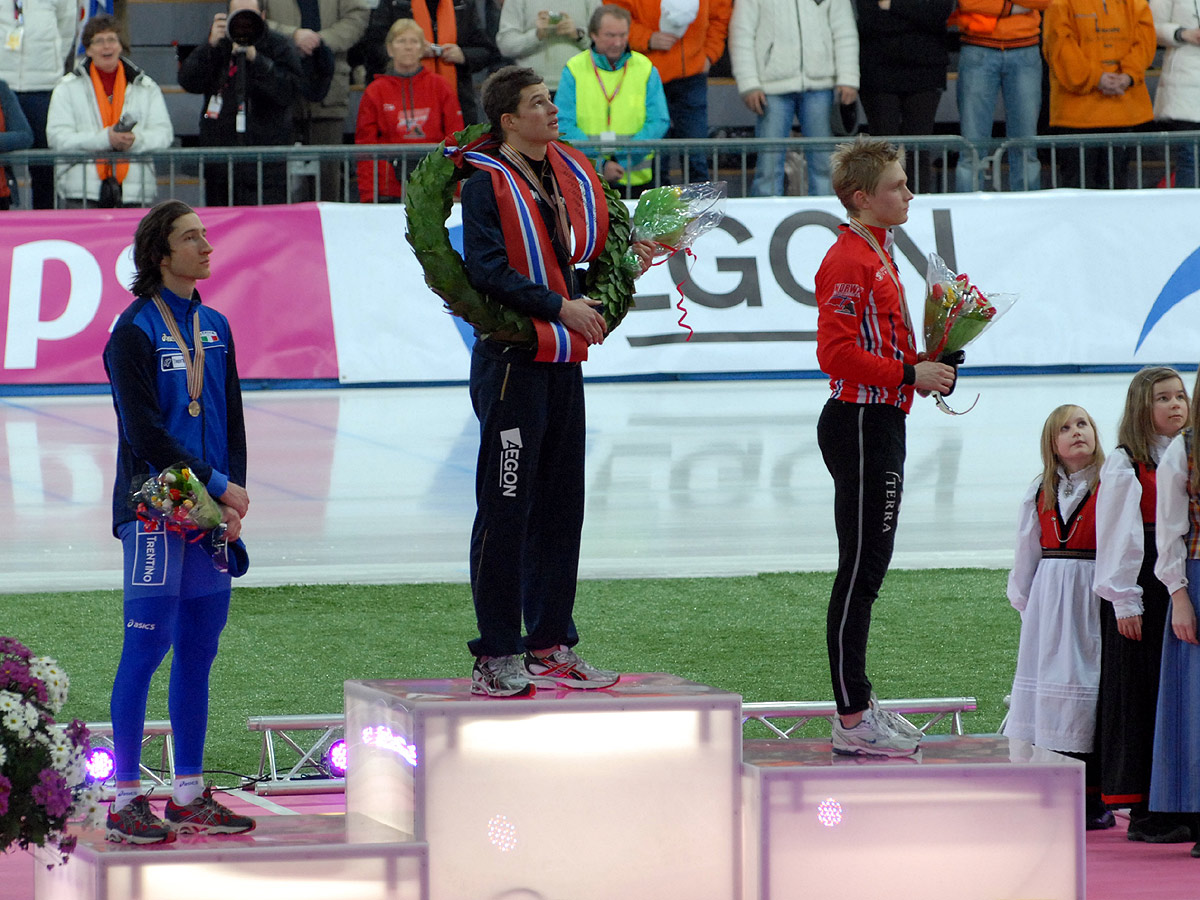
Podium eindklassement mannen:
Fabris (3e), Kramer (1e) en Bøkko (2e)

Op basis van het eindklassement van het wereldkampioenschap schaatsen allround 2008 zijn de startposities verdeeld tussen de verschillende werelddelen. Europa heeft recht op zestien rijders (twaalf rijders bij de eerste 16 plus vier). Noord-Amerika (inclusief Oceanië) mag zes rijders afvaardigen (vier rijders bij de eerste 16 plus twee) en Azië twee (geen rijders bij de eerste 16 plus twee). Het aantal plaatsen per land op deze editie zijn verdiend op het EK van 2009, het CK Azië 2009 en CK Noord-Amerika & Oceanië 2009.
Vierentwintig schaatsers, 16 uit Europa: Nederland (4), Noorwegen (3), Rusland (2), Duitsland (2), Zweden (2), Frankrijk (1), Italië (1) en Polen (1); 6 uit Noord-Amerika & Oceanië: Canada (3) en de Verenigde Staten (3); en 2 uit Azië: Japan (1) en Zuid-Korea (1) namen eraan deel.
Naast Sven Kramer, die voor de vijfde opeenvolgende keer op het erepodium stond, in 2005 en 2006 werd hij derde, nam de Noor Håvard Bøkko, net als in 2008, op plaats twee plaats op het erepodium. De Italiaan Enrico Fabris nam voor de derde keer op het erepodium plaats, In 2006 en 2007 werd hij tweede nu nam hij op plaats drie plaats.
Wouter Olde Heuvel eindigde op de vierde plaats in het eindklassement. Tom Prinsen en Carl Verheijen eindigden respectievelijk op de tiende en elfde plaats.

### Uitslagen
| rang   | schaatser           | land | tijd     |
| ------ | ------------------- | ---- | -------- |
| Goud   | Denny Morrison      | CAN  | 35,55    |
| Zilver | Håvard Bøkko        | NOR  | 35,99    |
| Brons  | Konrad Niedźwiedzki | POL  | 36,04    |
| 4      | Chad Hedrick        | USA  | 36,06    |
| 5      | Enrico Fabris       | ITA  | 36,21    |
| 6      | Sven Kramer         | NED  | 36,33    |
| 7      | Brian Hansen        | USA  | 36,39    |
| 8      | Robert Lehmann      | GER  | 36,46    |
| 9      | Trevor Marsicano    | USA  | 36,49    |
| 10     | Joel Eriksson       | SWE  | 36,51    |
|        |                     |      |          |
| 11     | Wouter Olde Heuvel  | NED  | 36,65 PB |
| 17     | Tom Prinsen         | NED  | 37,17    |
| 22     | Carl Verheijen      | NED  | 38,78    |

| rang   | schaatsster        | land | tijd       |
| ------ | ------------------ | ---- | ---------- |
| Goud   | Sven Kramer        | NED  | 6.09,74 BR |
| Zilver | Håvard Bøkko       | NOR  | 6.15,94    |
| Brons  | Enrico Fabris      | ITA  | 6.20,32    |
| 4      | Wouter Olde Heuvel | NED  | 6.22,60    |
| 5      | Sverre Haugli      | NOR  | 6.24,55    |
| 6      | Trevor Marsicano   | USA  | 6.24,90 PB |
| 7      | Ivan Skobrev       | RUS  | 6.25,29    |
| 8      | Carl Verheijen     | NED  | 6.26,17    |
| 9      | Øystein Grødum     | NOR  | 6.30,01    |
| 10     | Chad Hedrick       | USA  | 6.30,44    |
|        |                    |      |            |
| 11     | Tom Prinsen        | NED  | 6.31,18    |

| rang   | schaatsster         | land | tijd    |
| ------ | ------------------- | ---- | ------- |
| Goud   | Håvard Bøkko        | NOR  | 1.44,83 |
| Zilver | Sven Kramer         | NED  | 1.45,01 |
| Brons  | Trevor Marsicano    | USA  | 1.45,37 |
| 4      | Denny Morrison      | CAN  | 1.45,38 |
| 5      | Enrico Fabris       | ITA  | 1.45,59 |
| 6      | Chad Hedrick        | USA  | 1.45,67 |
| 7      | Wouter Olde Heuvel  | NED  | 1.46,44 |
| 8      | Konrad Niedźwiedzki | POL  | 1.46,45 |
| 9      | Lucas Makowsky      | CAN  | 1.47,28 |
| 10     | Robert Lehmann      | GER  | 1.47,31 |
|        |                     |      |         |
| 13     | Carl Verheijen      | NED  | 1.47,82 |
| 14     | Tom Prinsen         | NED  | 1.48,13 |

| rang   | schaatsster        | land | tijd        |
| ------ | ------------------ | ---- | ----------- |
| Goud   | Sven Kramer        | NED  | 13.05,21 BR |
| Zilver | Håvard Bøkko       | NOR  | 13.11,01    |
| Brons  | Enrico Fabris      | ITA  | 13.20,65    |
| 4      | Wouter Olde Heuvel | NED  | 13.24,93    |
| 5      | Carl Verheijen     | NED  | 13.26,84    |
| 6      | Sverre Haugli      | NOR  | 13.35,64    |
| 7      | Ivan Skobrev       | RUS  | 13.36,08    |
| 8      | Trevor Marsicano   | USA  | 13.37,56    |
| 9      | Tom Prinsen        | NED  | 13.39,94    |
| 10     | Chad Hedrick       | USA  | 13.46,27    |

### Eindklassement
| Rang   | Schaatser             | Land             | Punten  | 500m         | 5000m         | 1500m         | 10.000m       |
| ------ | --------------------- | ---------------- | ------- | ------------ | ------------- | ------------- | ------------- |
| Goud   | Sven Kramer           | Nederland        | 147,567 | 36,33 (6)    | 6.09,74 (1)   | 1.45,01 (2)   | 13.05,21 (1)  |
| Zilver | Håvard Bøkko          | Noorwegen        | 148,077 | 35,99 (2)    | 6.15,94 (2)   | 1.44,83 (1)   | 13.11,01 (2)  |
| Brons  | Enrico Fabris         | Italië           | 149,469 | 36,21 (5)    | 6.20,31 (3)   | 1.45,59 (5)   | 13.20,65 (3)  |
| 4      | Wouter Olde Heuvel    | Nederland        | 150,636 | 36,65 (11)   | 6.22,60 (4)   | 1.46,44 (7)   | 13.24,93 (4)  |
| 5      | Trevor Marsicano      | Verenigde Staten | 150,980 | 36,49 (9)    | 6.24,89 (6)   | 1.45,37 (3)   | 13.37,56 (8)  |
| 6      | Chad Hedrick          | Verenigde Staten | 151,639 | 36,06 (4)    | 6.30,43 (10)  | 1.45,67 (6)   | 13.46,27 (10) |
| 7      | Denny Morrison        | Canada           | 152,215 | 35,55 (1)    | 6.33,09 (13)  | 1.45,38 (4)   | 14.04,61 (11) |
| 8      | Ivan Skobrev          | Rusland          | 152,696 | 36,99 (14)   | 6.25,29 (7)   | 1.49,12 (17)  | 13.36,08 (7)  |
| 9      | Sverre Haugli         | Noorwegen        | 152,890 | 37,57 (20)   | 6.24,55 (5)   | 1.48,25 (15)  | 13.35,64 (6)  |
| 10     | Tom Prinsen           | Nederland        | 153,328 | 37,17 (17)   | 6.31,18 (11)  | 1.48,13 (14)  | 13.39,94 (9)  |
| 11     | Carl Verheijen        | Nederland        | 153,679 | 38,78 (22)   | 6.26,17 (8)   | 1.47,82 (13)  | 13.26,84 (5)  |
| 12     | Konrad Niedźwiedzki   | Polen            | 154,195 | 36,04 (3)    | 6.37,13 (17)  | 1.46,45 (8)   | 14.19,18 (12) |
| NC13   | Robert Lehmann        | Duitsland        | 111,749 | 36,46 (8)    | 6.35,19 (16)  | 1.47,31 (10)  |               |
| NC14   | Tobias Schneider      | Duitsland        | 112,344 | 37,12 (16)   | 6.33,98 (14)  | 1.47,48 (11)  |               |
| NC15   | Steven Elm            | Canada           | 112,542 | 36,71 (12)   | 6.39,33 (18)  | 1.47,70 (12)  |               |
| NC16   | Brian Hansen          | Verenigde Staten | 112,548 | 36,39 (7)    | 6.39,45 (19)  | 1.48,64 (16)  |               |
| NC17   | Lucas Makowsky        | Canada           | 113,501 | 37,34 (19)   | 6.44,01* (20) | 1.47,28 (9)   |               |
| NC18   | Hiroki Hirako         | Japan            | 113,565 | 37,70 (17)   | 6.32,89 (12)  | 1.50,93 (21)  |               |
| NC19   | Pascal Briand         | Frankrijk        | 114,293 | 37,00 (15)   | 6.46,67 (23)  | 1.49,88 (19)  |               |
| NC20   | Choi Kwun-won         | Zuid-Korea       | 114,375 | 36,87 (13)   | 6.45,82 (22)  | 1.50,77 (20)  |               |
| NC21   | Øystein Grødum        | Noorwegen        | 116,497 | 39,84 (23)   | 6.30,01 (9)   | 1.52,97 (22)  |               |
| NC22   | Aleksandr Roemjantsev | Rusland          | 124,460 | 37,60 (21)   | 6.44,04 (21)  | 2.19,37* (23) |               |
| NC23   | Johan Röjler          | Zweden           | 146,443 | 1.10,53*(24) | 6.35,17 (15)  | 1.49,19 (18)  |               |
| NS3    | Joel Eriksson         | Zweden           | 79,190  | 36,51 (10)   | 7.06,80 (24)  | NS            |               |

* = met val
NC = niet gekwalificeerd
NF = niet gefinisht
NS = niet gestart
DQ = gediskwalificeerd
Vet gezet = kampioenschapsrecord
Op basis van dit eindklassement worden de startposities voor de wereldkampioenschap schaatsen allround 2010 verdeeld tussen de verschillende werelddelen. Europa heeft in 2009 recht op vijftien rijders (elf rijders bij de eerste 16 plus vier). Noord-Amerika (inclusief Oceanië) mag zeven rijders afvaardigen (vijf rijders bij de eerste 16 plus twee) en Azië twee (geen rijders bij de eerste 16 plus twee).